# Такіє (Шазанд)
Такіє (перс. تكيه) — село в Ірані, у дегестані Кара-Кагріз, у бахші Кара-Кагріз, шагрестані Шазанд остану Марказі. За даними перепису 2006 року, його населення становило 162 особи, що проживали у складі 38 сімей.

## Клімат
Середня річна температура становить 10,40°C, середня максимальна – 28,99°C, а середня мінімальна – -11,12°C. Середня річна кількість опадів – 255 мм.
| Клімат поселення                              | Клімат поселення | Клімат поселення | Клімат поселення | Клімат поселення | Клімат поселення | Клімат поселення | Клімат поселення | Клімат поселення | Клімат поселення | Клімат поселення | Клімат поселення | Клімат поселення | Клімат поселення |
| Показник                                      | Січ.             | Лют.             | Бер.             | Квіт.            | Трав.            | Черв.            | Лип.             | Серп.            | Вер.             | Жовт.            | Лист.            | Груд.            |                  |
| Середній максимум, °C                         | 4,93             | 6,59             | 10,50            | 17,09            | 22,45            | 27,53            | 28,99            | 28,76            | 24,14            | 18,00            | 11,38            | 6,04             |                  |
| Середня температура, °C                       | −3,09            | −1,44            | 2,48             | 9,05             | 14,42            | 19,51            | 23,42            | 23,18            | 18,58            | 12,42            | 5,80             | 0,46             |                  |
| Середній мінімум, °C                          | −11,12           | −9,48            | −5,56            | 1,03             | 6,40             | 11,46            | 17,85            | 17,62            | 13,00            | 6,85             | 0,23             | −5,11            |                  |
| Норма опадів, мм                              | 38               | 38               | 47               | 34               | 27               | 4                | 1                | 1                | 0                | 7                | 24               | 34               |                  |
| Середньомісячна швидкість вітру, м/с          | 1.35             | 2.38             | 2.72             | 2.81             | 2.38             | 2.21             | 2.21             | 2.03             | 2.06             | 1.99             | 1.72             | 1.68             |                  |
| Середньомісячна сонячна радіація, кДж/м²·день | 9533             | 12604            | 15322            | 18539            | 22541            | 26949            | 25936            | 24338            | 21480            | 15981            | 11229            | 9174             |                  |
| --------------------------------------------- | ---------------- | ---------------- | ---------------- | ---------------- | ---------------- | ---------------- | ---------------- | ---------------- | ---------------- | ---------------- | ---------------- | ---------------- | ---------------- |
| Джерело:                                      |                  |                  |                  |                  |                  |                  |                  |                  |                  |                  |                  |                  |                  |